# Sottoguda
Sottoguda (Staguda in ladino) è una frazione del comune di Rocca Pietore (La Ròcia in ladino), in provincia di Belluno, nella regione del Veneto, che sorge a 1.250 metri s.l.m. ai piedi del ghiacciaio più esteso delle Dolomiti, quello della Marmolada. Il borgo, entrato dal 2016 nel club de I borghi più belli d'Italia, conta 98 abitanti e comprende anche l'abitato di Palue.

## Storia
Nel territorio dell’attuale comune di Rocca Piétore, il primitivo sfruttamento dei pascoli si deve a colonizzatori provenienti dall’Alto Adige, i quali fondarono delle armentare (ted. Schwaighöfe, prati di alta montagna indispensabili per il pascolo e la fienagione). Il più antico nome cancelleresco di questo comune fu Rukepraun, “Roccabruna” (1290). In età medievale Roccabruna costituiva amministrativamente una “zecca”, ordinamento tipico del Tirolo medievale e della Signoria del Castello di Andraz.
Nel 1395 il territorio passò sotto il controllo della città di Belluno, riuscendo però a mantenere una forte autonomia, formalizzata nel 1417 e grazie alla sua posizione di confine godette di una singolare autonomia che durò per 411 anni. Dal 1813 al 1866, Rocca Piétore fu dominio asburgico, poiché parte del Regno Lombardo-Veneto. A partire dalla seconda metà dell’800, il comune è fortemente colpito dal fenomeno dell’emigrazione verso le più ricche valli tirolesi, la Svizzera e la Germania.
Durante la prima guerra mondiale il ghiacciaio della Marmolada diventa teatro di cruente operazioni militari e negli anni a seguire l’emigrazione si accentua ancor più. Per chi sceglieva di restare, anche nell’allora popolato borgo alto di Sofedèra (Albe e Valier), la vita continuava in una comunità umile ma autosufficiente che scambiava beni con le valli ladine circostanti. In estate si assisteva a una vera e propria migrazione verso le terre alte per pascolare il bestiame e dedicarsi alla fienagione. I prodotti lattiero caseari delle numerose malghe confluivano al cajélo, edificio tuttora esistente. Negli anni ’60, il territorio vive il trapasso da un’economia di tipo agro-silvo-pastorale a un’economia di tipo turistico-alberghiera, favorita anche dalla costruzione della funivia della Marmolada.

## Luoghi d’interesse

### Chiesetta dei Santi, Fabiano, Sebastiano e Rocco
Nel 1486 fu costruita quale ringraziamento degli abitanti per essere stati risparmiati dalla violenta epidemia di peste del 1482. La chiesetta in stile gotico alpino fu consacrata nel 1486. Nel 1881 un incendio la danneggiò seriamente; nel 1904 si aggiunse una terza campata e nel 1922 il tetto del campanile venne rinnovato. 

### Parco naturale dei Serrai di Sottoguda

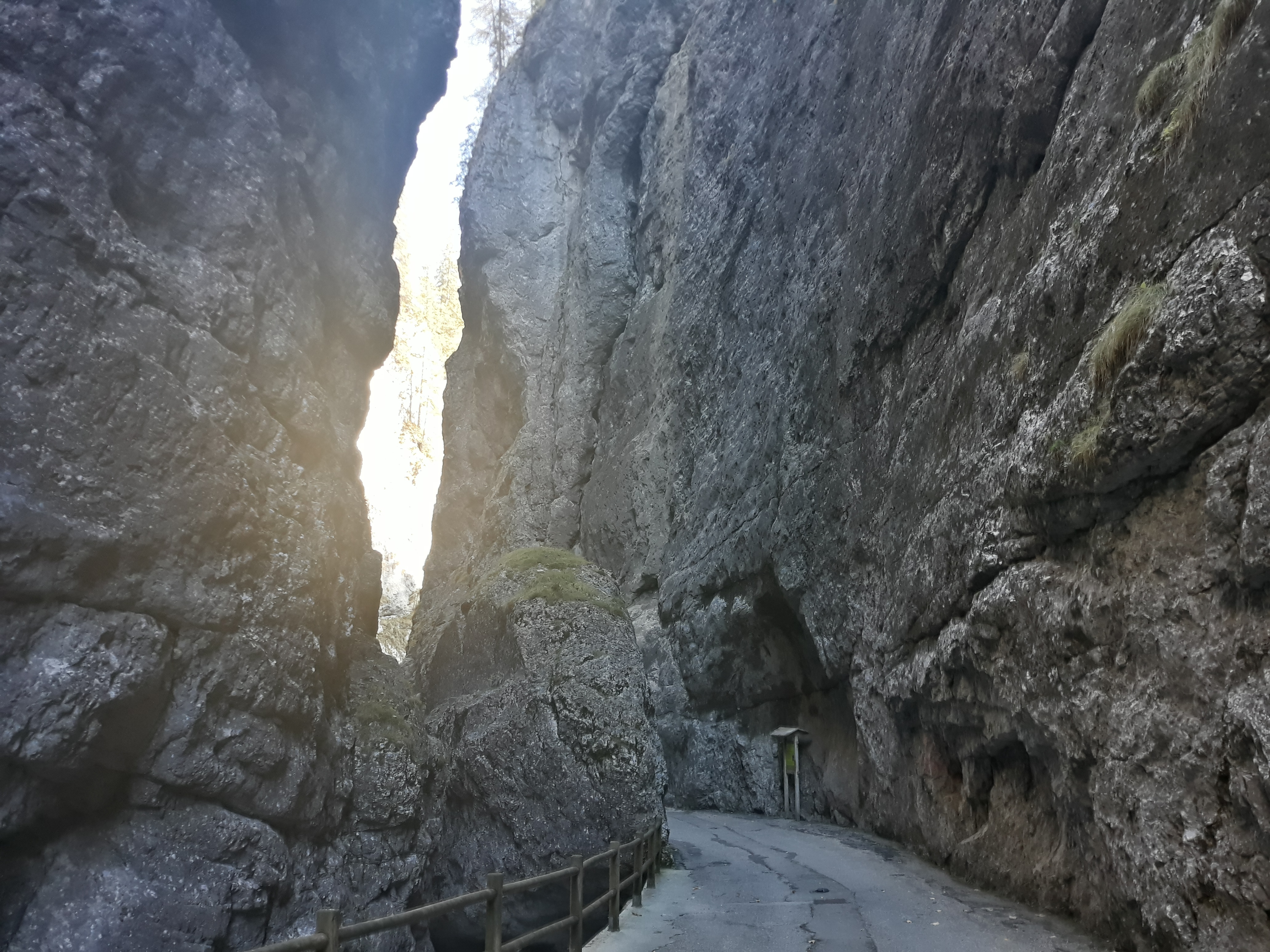
Serrai di Sottoguda

Formatosi dopo millenni di erosione operata dal torrente Pettorina, il canyon dei Serrai di Sottoguda si annovera tra le meraviglie naturalistiche dell’Agordino e delle Dolomiti. Lungo circa 2,5 chilometri, collega Sottoguda a Malga Ciapela, nei pressi della stazione della funivia che conduce in vetta alla Marmolada. In inverno le numerose cascate che scendono dalle verticali pareti si ghiacciano, rendendo l’ambiente molto suggestivo e meta internazionale dell’arrampicata su ghiaccio. Dalla cima della Marmolada la discesa con gli sci su “La Bellunese” combinata con l’attraversamento del canyon dei Serrai rappresenta una delle sciate più lunghe e spettacolari di tutto il Dolomitisuperski e delle Alpi.
Fino alla prima guerra mondiale, il passaggio nei Serrai avveniva sulla parte alta del Sas Taiè, un grosso masso erratico “tagliato” dall’uomo per facilitare il transito, che riporta ancora i segni dei carri che lo varcavano. Sul sasso è stato inoltre scolpito in rilievo il Sacro Cuore, una benedizione per coloro che transitavano sfidando i pericoli dell’acqua attraverso i 14 ponticelli mobili. Per consentire il passaggio ai mezzi militari, il percorso fu poi spostato nella parte bassa e opposta del masso. Dopo la costruzione della strada di Passo Fedaia, iniziata nel 1953, i Serrai cessano di essere la via di comunicazione principale con Malga Ciapela. Negli anni successivi il transito ai veicoli viene interdetto e la gola diventa esclusivamente un'attrazione turistica.
Altre icone dei Serrai sono la grotta della Madonna, la chiesetta di Sènt Antòne e le cascate d'acqua, prima fra tutte quella di Franzéi, il Pìsandol de Franzéi, alto 110 metri e ambita mèta nella stagione invernale, per gli ice-climbers. Nel 2015 il canyon diventa parco naturale; servito dal Trenino dei Serrai, consente l’accesso anche a persone con difficoltà motorie. Il 29 ottobre 2018 Rocca Pietore è stata duramente colpita dalla tempesta Vaia, che ha cancellato la strada di accesso alla gola. Da allora la gola è inaccessibile anche al traffico pedonale.

### Le botteghe artigiane del ferro battuto
La lavorazione del ferro battuto a Sottoguda ha origine alla fine del XVIII secolo, quando il minerale ricavato dalle vicine miniere del Fursil veniva utilizzato per realizzare oggetti di uso comune. Nel primo dopoguerra sono i fratelli De Biasio ad evolvere l’attività realizzando manufatti artistici ispirati alla natura e alla fantasia. 
I segreti del mestiere vengono tramandati di generazione in generazione e negli anni ’70 il ferro battuto artistico di Sottoguda raggiunge una fama internazionale; nel 1979, in occasione della visita di papa Giovanni Paolo II alla cima della Marmolada, Mauro De Biasio con la sua squadra forgia una colossale copia della chiave dell’antica chiesetta di Sottoguda, consegnata al pontefice a Canale d'Agordo e custodita oggi in Vaticano. Per l’evento nasce anche l’opera “L’occhio di Dio”, esposta a Malga Ciapela.

### I tipicitabièie le case in pietra
Grazie a uno sviluppo turistico contenuto e attento alla tradizione, Sottoguda ha mantenuto inalterate molte delle costruzioni pluricentenarie tipiche dell’architettura rurale delle Dolomiti: i fienili, nel ladino locale tabièi. I tabièi nascevano per custodire il fieno e i prodotti del raccolto e sono stati realizzati con legno massiccio autoctono secondo l’antichissima tecnica ad incastro e intaglio del Blockbau. Oltre al legno, anche la pietra è stato materiale prediletto per le costruzioni vista l’ampia disponibilità di basalto e calcare nelle valli adiacenti al paese; alcuni mirabili esempi di case realizzate interamente a mano con sassi locali e sopravvissute all’usanza di intonacare i muri sono ancora visibili nel centro di Sottoguda e soprattutto nei borghi alti, ora disabitati di Sofedèra.

### Il folklore ladino
Gli abitanti di Sottoguda e i valligiani mantengono vive le tradizioni locali con il giovedì sera ladino, ‘Na sera da zacan, la Mascorèda di Carnevale con maschere di legno intagliate a mano e i Pagaruoi, tipici fuochi dell’Epifania, aspettando la Donàza, la Befana. Anche la gastronomia della tradizione riveste un ruolo di primaria importanza ed è possibile gustare tirkle, fortaie, fiorostide, tortì da pom, grafogn e molto altro durante le feste e manifestazioni del paese. Il costume ladino e i balli folkloristici rivivono grazie alle esibizioni del Grop de Bal Marmolèda. A Sottoguda si parla una variante di ladino atesino che viene tramandata oralmente fin dai tempi antichi e anche in forma scritta anche grazie a cura dell'Union di Ladins da La Ròcia.

### La faggeta secolare: IFaièr

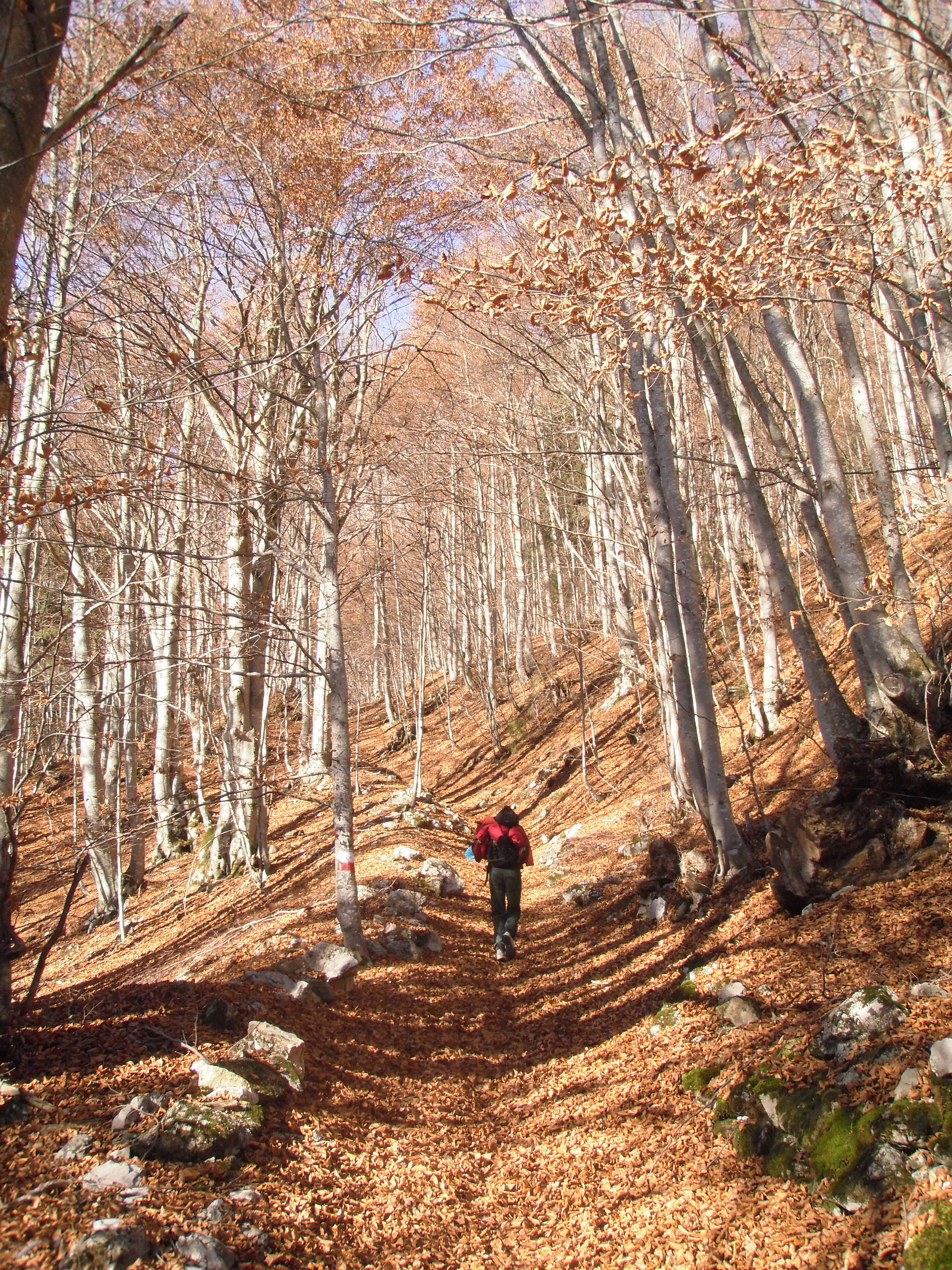
Faggeta secolare di Sottoguda

Dal paese si dipanano numerosi percorsi di trekking; uno dei sentieri più famosi che parte dal Pont da la Sia conduce a I Faièr, una faggeta secolare di notevole interesse botanico. Il percorso è molto suggestivo, soprattutto in autunno quando il bosco assume tonalità rosso-dorate.